# 無吸盤亜目
無吸盤亜目（Acotylea）は、多岐腸目に属する扁形動物の分類群の一つである。腹面の生殖孔の後位に吸盤を持たない。

## 分類
頭部後方に触角が一対あることで区別ができる。

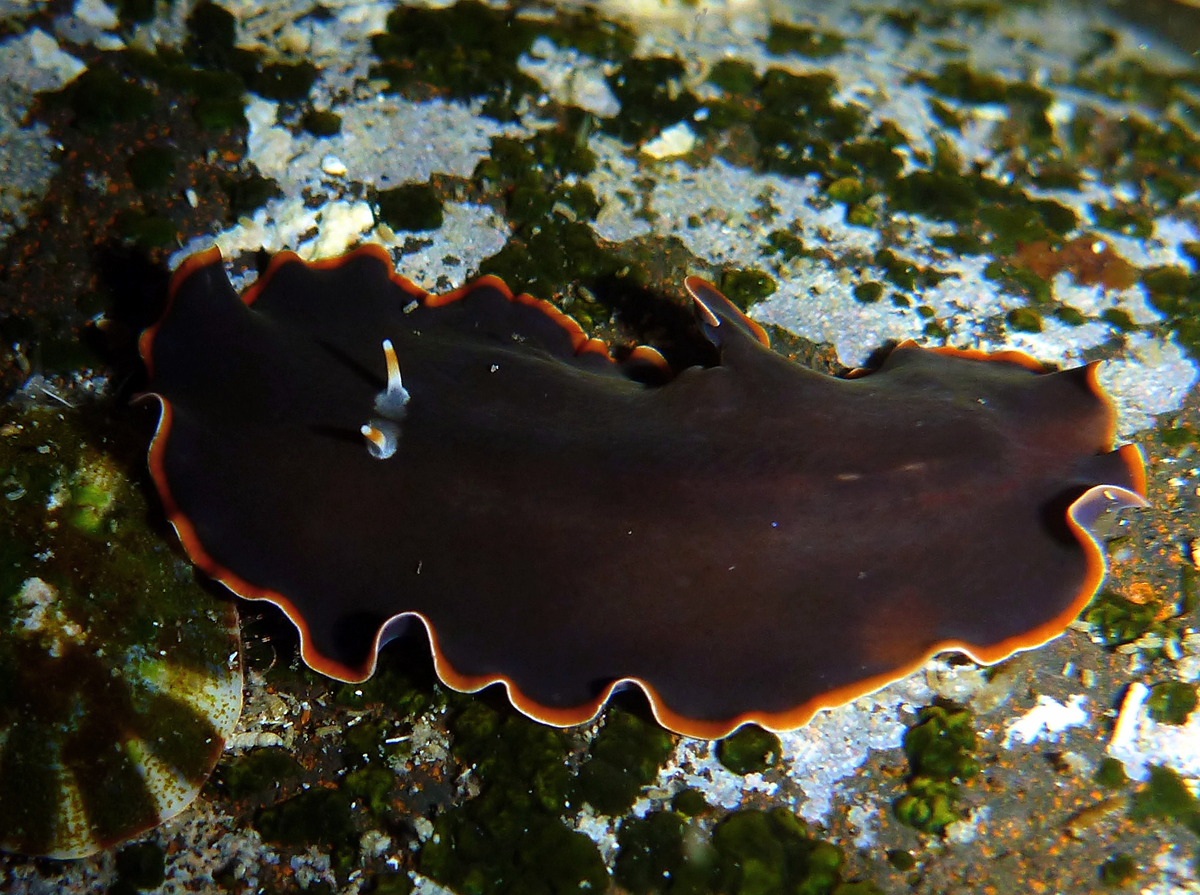
カリオヒラムシ

- カリオヒラムシ科　Callioplana　カリオヒラムシ等
- ツノヒラムシ科　Planoceridae ツノヒラムシ等
- マルヒラムシ科　Hoploplanidae
- ニセスチロヒラムシ科 Pseudostylochidae
- オビヒラムシ科　Cestoplanidae　オビヒラムシ等
- Iliplanidae科　Ilyplanidae
- Apidioplanidae科　Apidioplanidae
- ヤワヒラムシ科　Leptoplanidae　ウスヒラムシ、カイヤドリヒラムシ等
- ディスコケリス科　Discocelidae　ニホンヒラムシ等
- スチロヒラムシ科　Stylochidae　イイジマヒラムシ等